# Domenico Gallo
Domenico Gallo (né vers 1723 à Venise et mort dans la Ligure 1781) est un violoniste et un compositeur italien du XVIIIe siècle.

## Biographie
Presque rien n'est transmis sur la vie et le travail de Gallo sauf quelques sonates et œuvres sacrales de sa plume qui nous sont restées.
Vers 1780 l'éditeur londonien Robert Bremner publie douze sonates en trio de Gallo sous le nom de Giovanni Battista Pergolesi, car les publications de compositeurs célèbres se vendent mieux, on ignorait même les soupçons d'un Charles Burney.
Igor Stravinsky utilise quelques thèmes de ces sonates dans son ballet Pulcinella, notamment le moderato de la première sonate. Le musicologue allemand Ernst Bücken souligne encore en 1927 dans son livre Die Musik des Rokokos und der Klassik la valeur historique de ces « sonates de Pergolèse », à cause de leur modernité et l'avance qu'elles avaient sur les autres compositions de son époque.
Actuellement il y a des manuscrits de la seconde sonate signés par Gallo, dans une bibliothèque de Bergame et dans la bibliothèque musicale de l'université de Californie à Berkeley
Sous le nom de Gallo sont publiés durant sa vie, six autres sonates pour 2 violons et b.c. et six sonates pour 2 flûtes et b.c.

« GALLO ( Dominique), compositeur et violoniste distingué, né à Venise vers 1730, a beaucoup écrit pour l’église, et s’est fait connaître par des sonates de violon et des symphonies qui ont eu du succès. Tous ses ouvrages sont restés en manuscrit. On trouvait dans l’ancien assortiment de Breitkopf, à Leipsick, trois symphonies de sa composition, pour deux violons, alto et basse (voy. le supplément du catalogue thématique de Breitkopf, ann. 1767). »

— François-Joseph Fétis, Biographie universelle des musiciens et bibliographie générale de la musique. Tome 4, p.252

## Œuvres
Contrairement à ce qu'affirme Fétis, quelques compositions de Gallo ont été publiées :
- 6 sonates pour 2 violons et basse continue (Venise o. J.)
- 6 sonates pour 2 flûtes et basse continue (Londres 1755 ?)
- 6 sonates pour violon et basse continue : Sei sonate a due / Violino, e Violloncello [sic], o Cembalo / composte dal Signor Domenico Gallo (Venise o. J.)
- Une ouverture est incluse dans Sei ouverture a piu stromenti (Paris, 1758)
- 12 sonates en trio pour 2 violons et basse continue (Londres, 1780), sous le nom de Jean-Baptiste Pergolèse : Twelve Sonatas for two Violins and a Bass or an Orchestra compos'd by Gio. Batt.a Pergolese. Auteur du Stabat mater (L'indication or an Orchestra signifie que toutes les voix peuvent également être utilisées en chœur). Trois éditions jusqu'en 1795. Pour cette impression, voir ci-dessous.

D'autres sonates en trio ainsi que de la musique d'église nous sont parvenues sous forme manuscrite. Pour certaines œuvres, la question de savoir si elles doivent être attribuées à Domenico Gallo de Venise ou à celui de Parme est controversée.

### L'impression de 1780
En 1780, l'éditeur londonien Robert Bremner publia douze sonates en trio qu'il attribua au compositeur Giovanni Battista Pergolesi, décédé en 1736. Pergolèse était encore un compositeur très célèbre en 1780 dont le nom faisait vendre.

#### Adaptations de Stravinsky dansPulcinella
De 1919 à 1920, Igor Stravinsky a composé le ballet Pulcinella « sur des motifs de Giovanni Battista Pergolesi ». La composition se compose en grande partie d'orchestrations et d'arrangements libres de mouvements que Serge de Diaghilev avait fait recopier pour Stravinsky à partir des sources les plus diverses et que l'on croyait alors avoir été composés par Pergolèse. Stravinsky écrivit à propos de ce travail : « [...] c'était une entreprise très audacieuse que d'insuffler une nouvelle vie à ces fragments épars et de réunir en un tout ces nombreux morceaux sans lien entre eux, d'autant plus qu'il s'agissait de la musique d'un compositeur que j'aimais tendrement depuis toujours. » Parmi les 18 mouvements du ballet, sept remontent à l'impression au chalumeau des sonates en trio de Gallo.
| N° de la sonate / du mouvement, tonalité | N° et titre du mouvement dans Pulcinella      |
| ---------------------------------------- | --------------------------------------------- |
| I/1, sol majeur                          | 1. Ouverture. Allegro moderato                |
| II/1, si bémol majeur                    | 3. Scherzino. Allegro                         |
| II/3, si bémol majeur                    | 4. Allegro                                    |
| III/3, do mineur                         | 8. Allegro assai                              |
| VII/3, sol mineur                        | 13/11. Allegro – Alla breve                   |
| VIII/1, mi bémol majeur                  | 5. Andantino                                  |
| XII/3, mi majeur                         | 20. Finale: Allegro assai / 18. Allegro assai |

## Noms de famille similaires
On ne sait pas si les musiciens suivants sont de la même famille :
- Une famille de musiciens napolitains Gallo du 18e siècle (surtout Pietro Antonio Gallo, naissance entre 1695 et 1700 ; décès à Naples en 1775) ne semble pas avoir de lien avec Domenico Gallo.
- Le musicien, facteur d'instruments, sculpteur, calligraphe et peintre Domenico Galli de Parme (1649-1697) publia en 1691 un Trattenimento musicale sopra il Violoncello. En tant que facteur d'instruments, il fabriqua en 1687 pour Francesco II d'Este au moins un violoncelle richement décoré et un violon correspondant, conservés à la Galleria Estense[5].